# 수발키야

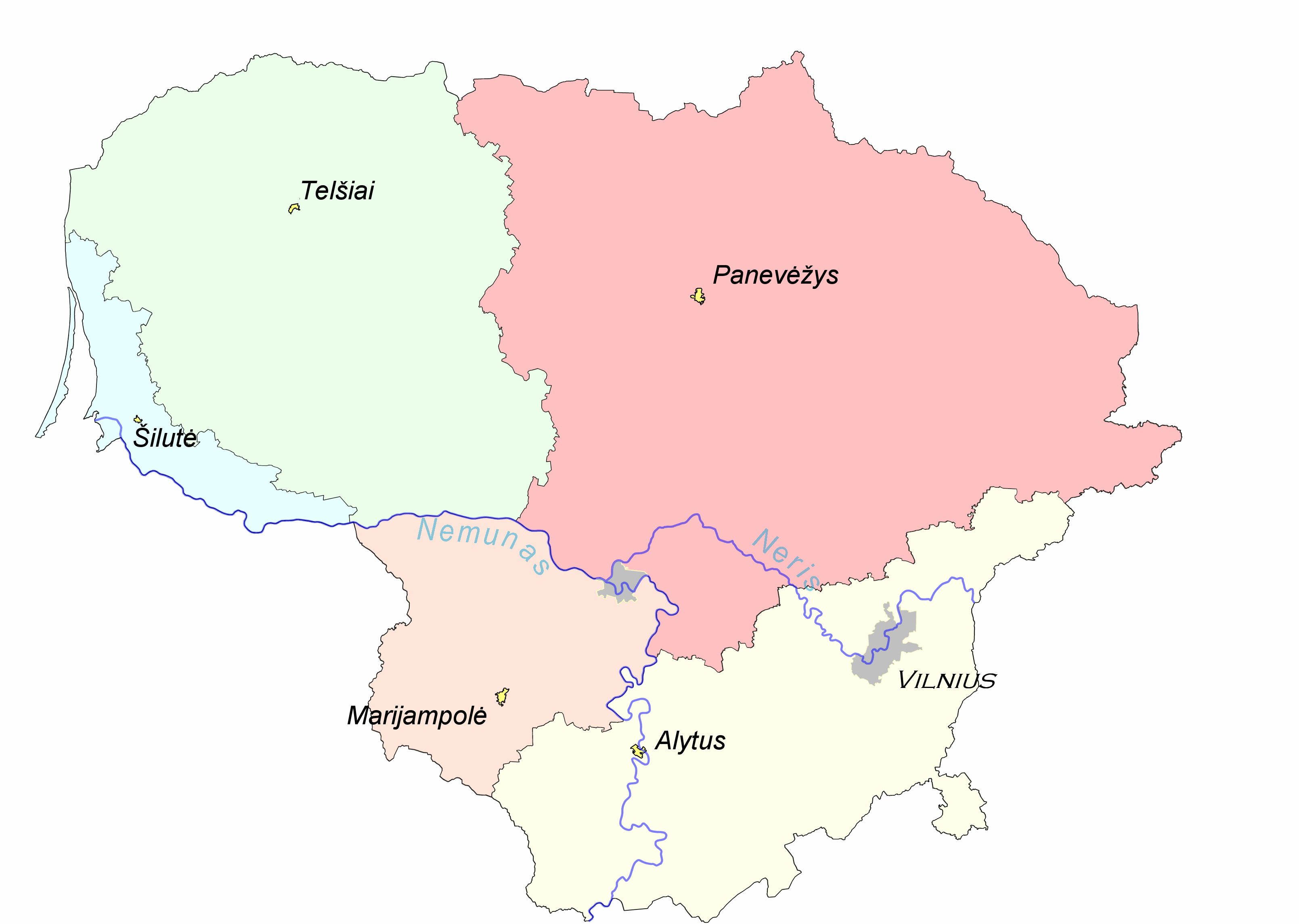
리투아니아를 형성하는 문화기술적인 지방 (주황색으로 표시된 지방이 수발키야)

수발키야(리투아니아어: Suvalkija)는 리투아니아를 형성하는 5개의 문화기술적인 지방 가운데 하나이다. 현재의 리투아니아 남부에 위치하며 지방의 중심 도시는 마리얌폴레이다. 역사적으로 폴란드의 지배를 받았던 곳이다.